# Ratzert
Ratzert – miejscowość i gmina w zachodnich Niemczech, w kraju związkowym Nadrenia-Palatynat, w powiecie Neuwied, wchodzi w skład gminy związkowej Puderbach. Liczy 235 mieszkańców (2009).
Miejscowość rozwinęła się na skrzyżowaniu dróg, w otoczeniu lasów. Po raz pierwszy wzmiankowana w XIII wieku.